# کامیلا برایت
کامیلا برایت (پرتغالی: Camila Brait؛ زادهٔ ۲۸ اکتبر ۱۹۸۸) بازیکن والیبال اهل برزیل عضو تیم ملی برزیل و باشگاه اوزاسکو است.
برایت به همراه تیم ملی والیبال زنان برزیل به همراه دیگر بازیکن‌ها در قهرمانی جهان ۲۰۱۰ به مدال نقره و در ۲۰۱۴ به مدال برنز دست یافت.و همچنین در جایزه بزرگ توکیو سالهای ۲۰۰۹ و۲۰۱۴ به مدال طلا دست یافت